# Basilodon woodwardi
Basilodon woodwardi è un terapside estinto, appartenente ai dicinodonti. Visse nel Permiano superiore (circa 259 - 254 milioni di anni fa) e i suoi resti fossili sono stati ritrovati in Sudafrica.

## Descrizione
Questo animale doveva essere di medie dimensioni se rapportato ad altri dicinodonti del Permiano, e poteva raggiungere il metro di lunghezza. Era dotato, come tutti i suoi simili, di un robusto becco simile a quello di una tartaruga, che nell'animale in vita era verosimilmente provvisto di un rivestimento di cheratina. Dietro a questo becco, nella mascella superiore, erano presenti due zanne leggermente ricurve simili a canini. 
Basilodon si differenziava da ogni altro dicinodonte noto nell'avere depressioni triangolari ben sviluppate sulla superficie dorsale dell'osso postorbitale nella barra postorbitale. Come l'affine Syops, anche Basilodon possedeva un profilo del muso marcatamente biplanare, con una netta separazione nell'inclinazione tra premascella e ossa nasali. Altre caratteristiche di Basilodon includono una corta barra intertemporale e i rami anteriori delle ossa pterigoidee rigonfie all'infuori. La porzione premascellare allungata del palato terminava in una struttura squadrata. 

## Classificazione
Questo animale è noto per alcuni fossili ritrovati in varie zone del Sudafrica, risalenti alla prima parte del Permiano superiore. Inizialmente descritto da Robert Broom nel 1921 come una specie del genere Dicynodon (D. woodwardi), questo animale venne considerato come genere a sé stante solo nel 2011, nell'ambito di un imponente lavoro di ridescrizione delle varie specie attribuite a Dicynodon (Kamerer et al., 2011. Altre specie note come Dicynodon calverleyi, D. microdon e D. weatherbyi sono state ascritte alla specie B. woodwardi.
Basilodon è considerato un membro derivato dei dicinodonti; in particolare, sembra che Basilodon formasse un clade con l'affine Sintocephalus e che fosse vicino all'origine di un clade comprendente, fra gli altri, il già citato Dicynodon, i Lystrosauridae e i Kannemeyeriiformes (Kammerer et al., 2013). 